# Coscinia candida
Coscinia candida är en fjärilsart som beskrevs av Cyr. 1787. Coscinia candida ingår i släktet Coscinia och familjen björnspinnare. Inga underarter finns listade i Catalogue of Life.